# Caribe Hilton Invitational 1972
Caribe Hilton Invitational 1972 — жіночий тенісний турнір, що проходив на відкритих кортах з твердим покриттям Caribe Hilton Hotel у Сан-Хуані (Пуерто-Рико). Належав до Women's Tennis Circuit 1972. Турнір відбувся вдруге за відкриту еру і тривав з 27 березня до 2 квітня 1972 року. Третя сіяна Ненсі Гюнтер здобула титул в одиночному розряді й заробила 3,5 тис. доларів.

## Фінальна частина

### Одиночний розряд
Ненсі Гюнтер —  Кріс Еверт 6–1, 6–3

### Парний розряд
Розмарі Касалс /  Біллі Джин Кінг —  Карен Крантцке /  Джуді Тегарт-Далтон 6–2, 6–3